# نهر راباهانوك
نهر راباهانوك  (بالإنجليزية: Rappahannock River)‏ هو نهر في شرق ولاية فرجينيا، في الولايات المتحدة، يصل طولة إلى ما يقرب من 195 ميل (314 كم). ويخترق الجزء الشمالي للولاية بأكملها، من جبال بلو ريدج في الغرب، عابرا بيدمونت، إلى خليج تشيسابيك، إلى الجنوب من نهر بوتوماك .